# Laguindingan
Laguindingan est une localité de la province du Misamis oriental, aux Philippines. En 2015, elle compte 24 405 habitants.